# Lille Vildmose
Lille Vildmose (signifiant : « petite tourbière sauvage») est une tourbière ombrotrophe également connue sous le nom de Lande de l'Est du Himmerland, située dans l'arrière-pays des municipalités d'Aalborg et de Mariagerfjord, au Danemark. C'est la plus grande tourbière ombrotrophe du nord-ouest de l'Europe. Cette tourbière est un vestige de la lande qui s'étendait autrefois du sud de Limfjord à la forêt de Rold (en),. Avec une superficie de plus de 7 600 hectares, Lille Vildmose est la plus grande zone naturelle protégée du Danemark.

## Géographie
Lille Vildmose est une zone protégée, à environ 45 km au sud-est d'Aalborg. Elle couvre une superficie de 7 600 hectares qui appartiennent à la fois à des intérêts privés et en partie à l'État. Nature sauvage bien préservée et vierge, elle contient la plus grande tourbière ombrotrophe du nord-ouest de l'Europe,,. Les habitats consistent en des tourbières ombrotrophes (qui faisaient autrefois partie du fond marin), d'anciennes îles (à l'Âge de pierre nordique (en)) et d'une vaste zone de collines côtières et de prairies de plage (en).

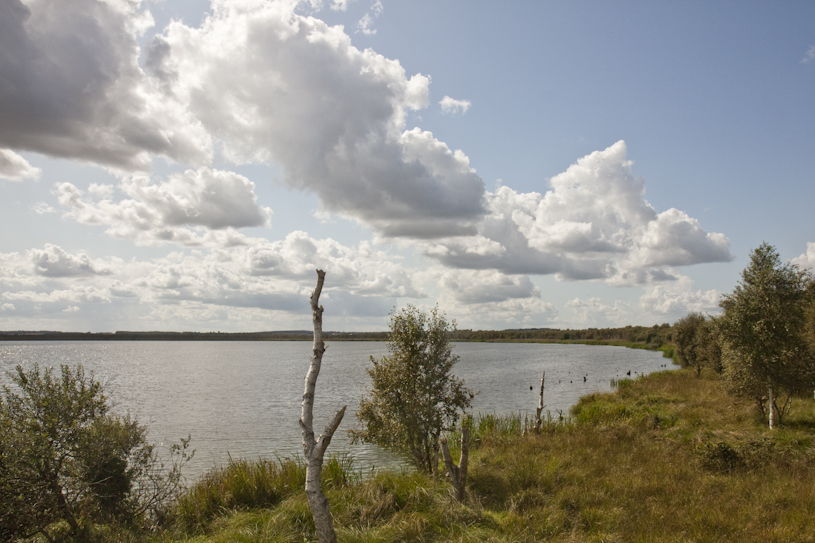
Lac Tofte.

Les tourbières surélevées ont prospéré sans être dérangées pendant 1 200 ans jusqu'à ce qu'elles soient intentionnellement drainées vers 1750. Elles contiennent des couches de tourbe croissant à un taux annuel de 4 à 5 mm et atteignant une profondeur de 5 mètres. L'eau de pluie fournit les nutriments. Le lac Tofte (Tofte sø) s'est formé après l'assèchement du marais sur une période de 200 ans. Les forêts de feuillus de Høstemark, Tofte et Mose font partie de la zone protégée sécurisée par des clôtures. Des arbres ont commencé à pousser sur le Portlandmose et le Paraplymose, tous deux surélevés, à la suite du drainage agricole.

## Histoire
Le seigle était cultivé à Lille Vildmose avant la période médiévale lorsque le chanvre a été introduit pour la diversification, aux alentours de 1140. La production agricole a chuté et les terres agricoles de Lille Vildmose ont été abandonnées entre 1360 et 1540 à cause de la peste noire, entraînant la régénération des terres boisées. Après 1540, l'agriculture s'intensifie, les principaux produits étant le seigle et le chanvre. En 1760, lorsque Lille Vildmose appartenait au domaine Lindenborg, plus de 5 000 hectares ont été cultivés pour la ferme du domaine, Vildmosegård. Au début du XIXe siècle, la remise en état de Lille Vildmose était l'impulsion nécessaire pour établir une industrie de tourbe. La coupe de la tourbe a maintenant été complètement interrompue, pour de nombreuses raisons, parmi lesquelles les efforts de conservation.
En 2003, avec le parc national de Mols Bjerge et Møn, Lille Vildmose a été sélectionnée par le ministère de l'Environnement pour participer à un projet pilote visant à développer un modèle pour les parcs nationaux danois.

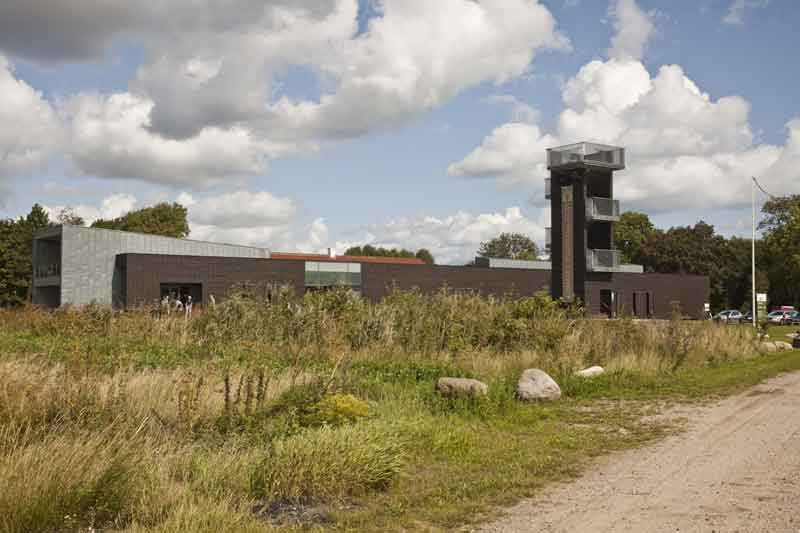
Lille Vildmosecentret (centre d’accueil).

Le centre d'accueil, Lille Vildmosecentret, a été conçu par C. F. Møller Architects (en) et ouvert en 2006. Il contient un centre d'activités et est également le point de départ pour visiter les bois et la tourbière. La faune peut être observée depuis la tour d'observation du parc. Un simulateur d'aigle, des modèles de paysage, des expositions interactives, des zones de loisirs pour les enfants et des sentiers de randonnée sont d'autres fonctionnalités. Le service de bus à impériale a commencé en 2009 depuis Hobro au sud jusqu'à Egense près de Hals au nord.

## Faune et flore
Les forêts et les tourbières de Høstemark et de Tofte ont été des habitats non perturbés pour la flore et la faune. Il existe 12 à 15 espèces différentes de plantes, notamment des sphaignes, des Éricacées dont la bruyère cendrée, la Camarine noire, la Canneberge, mais aussi des Rhynchospora et des linaigrettes ; la plaquebière est une plante rare présente sur le site. Les plantes à fleurs poussent sur l'éponge de tourbe. Il n'y a pas d'arbres dans la tourbière, mais le bouleau et le saule sont signalés dans les zones marginales boisées de la tourbière appelées « lagg ».
Un troupeau de cerfs élaphes compte environ 550 animaux. La lande comprend aussi des sangliers, loutres et renards. Il a été proposé d'introduire l'élan, le Castor d'Europe, le cheval sauvage et l'Aurochs de Heck dans les zones protégées. C'est une zone de reproduction pour l'Aigle royal. On note également la présence de cormorans, grues, Corbeaux et corneilles. Le pygargue à queue blanche fréquente la région, et la Cigogne noire, le Milan royal et le Hibou des marais ont été signalés occasionnellement sur la tourbière. Le lac Tofte est un havre ornithologique, où se reproduisent les canards indigènes et où les canards migrateurs côtoient les oies cendrées, le busard des marais et le Busard cendré. Le lac abrite la plus grande colonie de cormorans du Danemark, avec environ 4 000 couples.
En septembre 2011, un vaste programme européen commun de conservation a été lancé pour Lille Vildmose dans le cadre du programme LIFE. Il est budgété à 5,5 millions d'euros et devrait se terminer à la fin de l'année 2016.

### Projet Aurochs

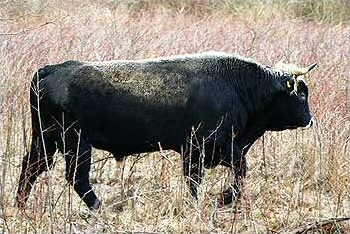
Le taureau Taurus Leonardo (Chianina × Heck) à Lille Vildmose, 2004.

L'aurochs est une espèce éteinte de gros bovins sauvages qui habitait autrefois l'Europe, l'Asie et l'Afrique du Nord. En 2003, le projet de reconstitution par l'élevage Projekt Urokse (Projet Aurochs) a été lancé à Lille Vildmose, dans lequel une population croisée de bovins Heck, Chianina et Sayaguesa a été relâchée dans des conditions contrôlées et est élevée et sélectionnée pour créer des bovins ayant un similitude accrue avec l'aurochs, que ce soit dans la morphologie et le comportement. Le troupeau fondateur était composé d'un taureau Chianina × Heck, de quatre vaches Heck et d'une vache Sayaguesa × Heck, et en 2009, trois taureaux Sayaguesa ont été ajoutés. En 2010, le troupeau avait atteint une taille de 56 individus.
Le projet comprend un effort visant à reproduire des chevaux sauvages de la race Konik.
Le projet fait partie du projet Taurus lancé en Allemagne en 1996, qui ne doit pas être confondu avec le nouveau programme Tauros lancé aux Pays-Bas.

### Bisons
En avril 2021, un troupeau de sept bisons d'Europe en provenance des Pays-Bas est arrivé dans la zone protégée de Lille Vildmose, qui est membre du réseau européen de ré-ensauvagement. Leur présence devrait contribuer à renforcer la biodiversité et à favoriser la santé et la croissance de l'ensemble de la population de bisons européens. Les sept bisons des Pays-Bas rejoignent neuf bisons des réserves danoises, formant ainsi un nouveau troupeau qui devrait se déplacer librement sur 4 000 hectares. Cinq des nouveaux arrivants ont été équipés de colliers GPS afin que les mouvements du troupeau puissent être suivis en permanence.